# Evans (New York)
Evans város az USA New York államában, Erie megyében. Lakosainak száma 15 308 fő (2020. április 1.).

## Népesség
A település népességének változása:

| 2010 | 16 356 |
| 2020 | 15 308 |